# Hieronim Krzysztofowicz Żaba
Hieronim Krzysztofowicz Żaba herbu Kościesza – podwojewodzi połocki w latach 1686–1721, cześnik połocki w latach 1668–1685, suragotor grodzki połocki w 1685 roku, starosta koszański.
Był elektorem Jana III Sobieskiego z województwa połockiego w 1674 roku. Deputat województwa połockiego do rady stanu rycerskiego rokoszu łowickiego w 1697 roku.